# 欧州クリケット評議会
欧州クリケット評議会（おうしゅうクリケットひょうぎかい、英語: European Cricket Council、略称：ECC）は、ヨーロッパの各国・地域協会を統括する、国際クリケット評議会（ICC）傘下のクリケットの大陸連盟である。1997年に設立。事務局の所在地はイギリスのロンドン。2023年現在、33の国・地域のクリケット協会が加盟している。

## 概要
欧州クリケット連盟（European Cricket Federation）に代わって、1997年に14カ国のメンバーで設立。ICCの正会員はイングランド及びウェールズとアイルランド。

## 加盟国
加盟している国・地域は以下の通り。2023年11月現在。
| ICC正会員                 |
| ------------------------- |
| イングランド & ウェールズ |
| アイルランド              |
| ICC準会員                 |
| オーストリア              |
| ベルギー                  |
| ブルガリア                |
| クロアチア                |
| キプロス                  |
| チェコ                    |
| デンマーク                |
| エストニア                |
| フィンランド              |
| フランス                  |
| ドイツ                    |
| ジブラルタル              |
| ギリシャ                  |
| ガーンジー                |
| ハンガリー                |
| マン島                    |
| イスラエル                |
| イタリア                  |
| ジャージー                |
| ルクセンブルク            |
| マルタ                    |
| オランダ                  |
| ノルウェー                |
| ポルトガル                |
| ルーマニア                |
| スコットランド            |
| セルビア                  |
| スロベニア                |
| スペイン                  |
| スウェーデン              |
| トルコ                    |